# East Fife Football Club
Maillots
Dernière mise à jour : 19 janvier 2019.
Le East Fife Football Club est un club écossais de football basé à Methil.

## Historique
- 1903 : fondation du club et installation au Bayview Park
- 1903 : 1re participation à la Central Football Combination
- 1909 : 1re participation à la Central Football League
- 1910 : 1re participation à la Midland Football League
- 1930 : 1re participation au championnat de 1re division (saison 1930/31)
- 1998 : après 95 années, déménagement du stade historique, le Bayview Park, pour le nouveau Bayview Stadium.

## Palmarès
- Champion d'Écosse de deuxième division : 1948
- Champion d'Écosse de quatrième division : 2016 et 2008
- Vainqueur de la Coupe d'Écosse : 1918
- Vainqueur de la Coupe de la Ligue écossaise : 1948, 1950 et 1954
- Vainqueur de la Scottish Qualifying Cup : 1920
- Vainqueur de la B Division Supplementary Cup : 1947 et 1948
- Vainqueur de la Ligue des champions 1949

## Joueurs et personnalités du club

### Entraîneurs
- 1947-1953 :  Scot Symon
- 1953-1958 :  Jerry Dawson